# دونالد براون (أستاذ جامعي)
دونالد براون (بالإنجليزية: Donald Brown)‏ هو عازف بيانو أمريكي، ولد في 28 مارس 1954 في هيرناندو في الولايات المتحدة.

## وصلات خارجية
- الموقع الرسمي
- دونالد براون على موقع ميوزك برينز (الإنجليزية)
- دونالد براون على موقع أول ميوزيك (الإنجليزية)
- دونالد براون على موقع ديسكوغز (الإنجليزية)